# Davino Knappe
Davino Knappe (* 7. Januar 2003 in Offenburg) ist ein deutscher Fußballspieler.

## Karriere

### Verein
Nach seinen Anfängen in der Jugend des Offenburger FV, des SC Freiburg und des Karlsruher SC wechselte er im Sommer 2017 in die Jugendabteilung des VfB Stuttgart. Für seinen Verein bestritt er insgesamt 35 Spiele in der B-Junioren-Bundesliga und 25 Spiele in der A-Junioren-Bundesliga, bei denen ihm neun Tore gelangen. Mit seiner Mannschaft wurde er am Ende der Saison 2021/22 Sieger im DFB-Pokal der Junioren mit einem 3:1-Sieg gegen Borussia Dortmund und kam Ende 2021 auch zu seinem ersten Einsatz im Seniorenbereich für die zweite Mannschaft seines Vereins in der Regionalliga Südwest.
Im Sommer 2022 wechselte er zu seinem ehemaligen Jugendverein, dem Drittligisten SC Freiburg II und kam dort auch zu seinem ersten Einsatz im Profibereich, als er am 24. Juli 2022, dem 1. Spieltag, beim 1:1-Heimunentschieden gegen den FC Erzgebirge Aue in der 72. Spielminute für Vincent Vermeij eingewechselt wurde. Am 3. Januar 2024 lieh ihn dann Regionalligist Fortuna Düsseldorf II bis zum Ende der laufenden Saison aus. Nachdem er in der Hinrunde der Saison 2024/25 für die Freiburger Zweitmannschaft zu sechs Teileinsätzen in der Regionalliga Südwest gekommen war, löste er seinen Vertrag mit dem SC Freiburg Mitte Januar 2025 auf. Anfang Februar 2025 wurde er vom Ligakonkurrenten Bahlinger SC als Neuzugang vorgestellt.

### Nationalmannschaft
Von 2018 bis 2019 absolvierte der Stürmer vier Testspiele für die deutsche U-16-Nationalmannschaft.

## Erfolge
VfB Stuttgart
- DFB-Pokal der Junioren: 2022